# بويلاس (آن)
بويلاس (بالفرنسية: Buellas)‏ هي بلدية فرنسية تقع في إقليم الآن في فرنسا. رمز إنسي لها هو:1065. أما الرمز البريدي لها فهو: 1310.

## توأمة
لبويلاس (آن) اتفاقيات توأمة مع كل من:
- كوفاسنا
- كاتالينا